# اولونکوله
اولونْکولَه (به فنلاندی: Oulunkylä) یک منطقهٔ مسکونی در فنلاند است که در هلسینکی واقع شده‌است. اولونکوله ۸٫۶۱ کیلومتر مربع مساحت و ۲۲٬۴۲۰ نفر جمعیت دارد.